# Cod ATC P01
Codul ATC P01 Antiprotozoarice este o parte a sistemului de clasificare anatomică, terapeutică și chimică a medicamentelor, un sistem dezvoltat de către Organizația Mondială a Sănătății (OMS) pentru clasificarea medicamentelor și a altor produse medicinale. Subgrupul P01 este o parte a grupului P Produse antiparazitare.
Codurile pentru preparatele de uz veterinar sunt create prin alipirea literei Q în fața codului ATC corespunzător produsului pentru uz uman; de exemplu, QP01. 

## P01A Agenți utilizați înamoebiazăși alte boli protozoarice

### P01AA Derivați dehidroxichinolină
P01AA01 Broxichinolină
P01AA02 Cliochinol
P01AA04 Clorchinaldol
P01AA05 Tilbrochinol
P01AA52 Cliochinol, combinații

### P01AB Derivați denitroimidazol
P01AB01 Metronidazol
P01AB02 Tinidazol
P01AB03 Ornidazol
P01AB04 Azanidazol
P01AB05 Propenidazol
P01AB06 Nimorazol
P01AB07 Secnidazol
P01AB51 Metronidazol, combinații

### P01AC Derivați dedicloroacetamidă
P01AC01 Diloxanidă
P01AC02 Clefamidă
P01AC03 Etofamidă
P01AC04 Teclozan

### P01AR Compuși dearsen
P01AR01 Arstinol
P01AR02 Difetarsonă
P01AR03 Glicobiarsol
P01AR53 Glicobiarsol, combinații

### P01AX Alți agenți
P01AX01 Chiniofon
P01AX02 Emetină
P01AX04 Fanchinonă
P01AX05 Mepacrină
P01AX06 Atovaquonă
P01AX07 Trimetrexat
P01AX08 Tenonitrozol
P01AX09 Dehidroemetină
P01AX10 Fumagilină
P01AX11 Nitazoxanidă
P01AX52 Emetină, combinații

## P01BAntimalarice

### P01BA Derivați de aminochinolină
P01BA01 Clorochină
P01BA02 Hidroxiclorochină
P01BA03 Primachină
P01BA06 Amodiachină
P01BA07 Tafenochină

### P01BBBiguanide
P01BB01 Proguanil
P01BB02 Cicloguanil, embonat
P01BB51 Proguanil, combinații

### P01BC Derivați de metanolchinolină
P01BC01 Chinină
P01BC02 Meflochină

### P01BD Derivați de diaminopirimidină
P01BD01 Pirimetamină
P01BD51 Pirimetamină, combinații

### P01BE Derivațiartemisinină
P01BE01 Artemisinină
P01BE02 Artemeter
P01BE03 Artesunat
P01BE04 Artemotil
P01BE05 Artenimol

### P01BFArtemisinină și derivați, combinații
P01BF01 Artemisinină și lumefantrină
P01BF02 Artesunat și meflochină
P01BF03 Artesunat și amodiachină
P01BF04 Artesunat, sulfalen și pirimetamină
P01BF05 Artenimol și piperachină
P01BF06 Artesunat și pironaridină

### P01BX Alte antimalarice
P01BX01 Halofantrină
P01BX02 Arterolan și piperachină

## P01C Agenți utilizațileishmaniozășitripanosomiază

### P01CA Derivați denitroimidazol
P01CA02 Benznidazol
P01CA03 Fexinidazol

### P01CB Compuși destibiu
P01CB01 Antimoniat de meglumină
P01CB02 Stibogluconat de sodiu

### P01CC Derivați denitrofuran
P01CC01 Nifurtimox
P01CC02 Nitrofural

### P01CD Compuși de arsen
P01CD01 Melarsoprol
P01CD02 Acetarsol

### P01CX Alți agenți
P01CX01 Pentamidină, izetionat
P01CX02 Suramină
P01CX03 Eflornitină
P01CX04 Miltefosină